# Hãng Thông tấn Trung ương (Trung Hoa Dân Quốc)
Hãng Thông tấn Trung ương hay Thông tấn xã Trung ương (phồn thể: 中央通訊社; giản thể: 中央通讯社; bính âm: Zhōngyāng Tōngxùnshè; Hán-Việt: Trung ương Thông tấn xã; tiếng Anh: Central News Agency; viết tắt: CNA) là hãng thông tấn cấp Nhà nước của Trung Hoa Dân Quốc. Hãng tin được thành lập ở Quảng Châu, Trung Quốc ngày 1 tháng 4 năm 1924 và đã được chuyển đến Đài Bắc, Đài Loan trong cuộc Nội chiến Trung Quốc khi chính phủ Trung Hoa Dân Quốc di dời tới Đài Loan.

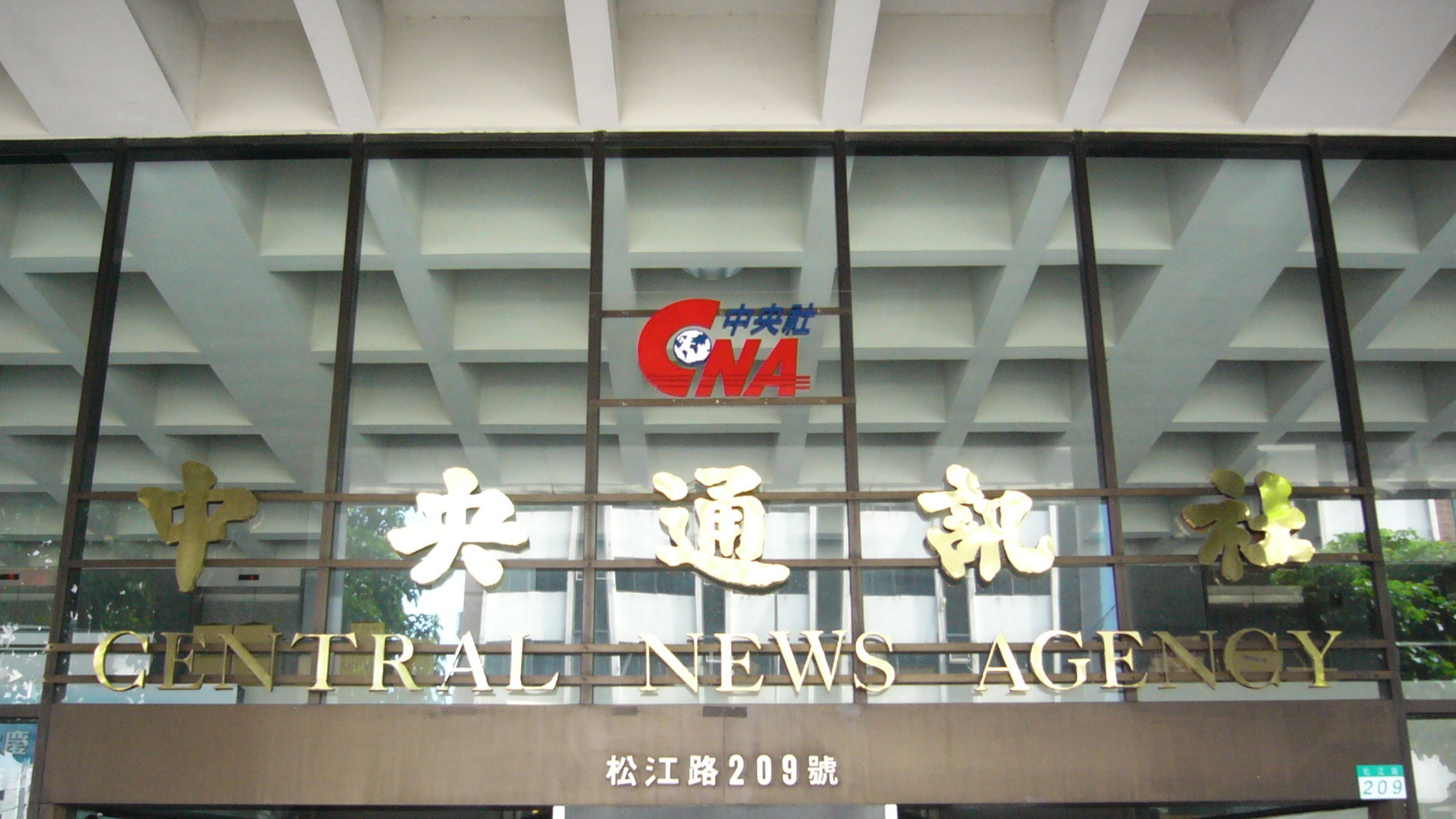
Hãng Thông tấn Trung ương

CNA có các bản tin bằng tiếng Hoa, tiếng Anh, tiếng Pháp, tiếng Tây Ban Nha và tiếng Nhật. Hãng tin có các chi nhánh hải ngoại ở 35 quốc gia. Hãng làm việc với một số hãng thông tấn nổi tiếng trên thế giới, chẳng hạn như Associated Press của Hoa Kỳ, Reuters của Anh và Agence France-Presse của Pháp.